# Andy Powell
Andy Powell (nacido Andrew Powell el 19 de febrero de 1950 en Stepney, Londres, Inglaterra) es un compositor, guitarrista y cantante británico, principalmente conocido por ser uno de los miembros fundadores de la banda de rock Wishbone Ash, en activo desde 1970. En el año 1989 la revista Traffic reconoció a la pareja formada por su compañero Ted Turner y él como dos de los diez guitarristas más importantes de la historia del rock.

## Carrera
Aunque nació en el East End de Londres, Powell creció en la localidad de Hemel Hempstead, a unos 40 km al noreste de Londres. Comenzó a tocar la guitarra a los 11 años de edad, inspirado por bandas de rock y beat como The Shadows. Powell, incapaz de reunir el dinero necesario para comprar una guitarra nueva, se construyó una guitarra del estilo de la Les Paul y empezó a tocar en grupos de Londres como The Dekois y The Sugar Band.
En 1969, Powell contestó a un anuncio publicado en la revista Melody Maker en el que Martin Turner y Steve Upton preguntaban por un guitarrista. Como Martin Turner y Steve Upton no pudieron decidir entre Powell y el otro candidato, Ted Turner, Wishbone Ash se formó con dos guitarristas principales, lo cual fue una novedad en el mundo del rock y les hizo populares por la forma en que usaron sus dos guitarras. La banda consiguió un éxito considerable por todo el mundo y sus dos guitarristas principales fueron inspiración para bandas como Thin Lizzy, Iron Maiden y Metallica.
Andy Powell es el único de los cuatro miembros fundadores de Wishbone Ash que ha estado en todas las formaciones de la banda desde sus inicios, y el único que continúa en ella desde mediados de la década de los noventa.

### Colaboraciones
Powell ha grabado numerosas sesiones para otros artistas, entre los que se incluyen George Harrison, Ringo Starr, Kashif, Cilla Black, Stewart Copeland y Renaissance.
En 1988, Powell contribuyó al proyecto Noche de la Guitarra (Night of the Guitar) de Miles Copeland III junto a otros guitarristas, entre los que se encontraban Ted Turner, Randy California, Jan Akkerman, Steve Howe, Steve Hunter, Robby Krieger, Leslie West y Alvin Lee.